# Belot
Belot, eller även känt som Bela, är ett sticktagningskortspel och framför allt populärt i Kroatien. Även om spelet har vissa likheter med det franska kortspelet belote och andra liknande spel, skall de inte förväxlas.

## Spelet
Man kan spela belot med två, tre eller fyra spelare. Populärast är dock att vara fyra spelare och man är då indelade i två lag. Reglerna skiljer sig något beroende på hur många deltagare som är med men grundprinciperna är de samma.
Kortleken består av 32 kort, delade i fyra valörer. 
| Trumffärg | Trumffärg | Övriga färger | Övriga färger |
| --------- | --------- | ------------- | ------------- |
| J         | 20        | A             | 11            |
| 9         | 14        | 10            | 10            |
| A         | 11        | K             | 4             |
| 10        | 10        | Q             | 3             |
| K         | 4         | J             | 2             |
| Q         | 3         | 9             | 0             |
| 8         | 0         | 8             | 0             |
| 7         | 0         | 7             | 0             |

Varje omgång består av minst 162 poäng. Då är det inräknat att det par som vinner sista sticket får 10 extrapoäng. För att vinna en omgång måste det lag som väljer trumffärg få minst hälften plus en poäng. Lyckas inte det "kallande" laget "faller" de och samtliga av omgångens poäng går till motståndaren. 
Innan varje omgång lägger visar man om man har några kort i följd. 3 kort i följd ger 20 poäng, 4 kort ger 50 poäng, 5 kort ger 100 poäng. Har man fyrtal får man 100 extra poäng, men har man dock fyrtal i knektar eller nior får man 200 repseptive 150 extrapoäng.
Om man innehar både kung och dam i trumffärg skall man säga Bela då man spelar det första kortet, vilket innebär 20 extrapoäng vid sluträkningen av varje omgång.
Om två medspelare lyckas vinna samtliga stick under en omgång heter det att man får "stiglja" vilket ger ytterligare 70 extrapoäng.
Att få alla åtta kort av en och samma valör innebär att man får Belot och ger automatiskt 1001 poäng och spelet är över.